# Gorham (New Hampshire)
Gorham, der Name einer Town im Norden New Hampshires, geht auf einen der frühen Siedler zurück, der aus Gorham in Maine stammte und mit dessen Gründern namens Gorham verwandt war. Das U.S. Census Bureau hat bei der Volkszählung 2020 eine Einwohnerzahl von 2.698 ermittelt. Gorham liegt im Coös County in den „Great North Woods“ New Hampshires. Es war zunächst als Shelburne Addition bekannt, ehe es bei der Erlangung des Status als unabhängige, selbstverwaltete Gemeinde umbenannt wurde.

## Geographie
Gorham liegt am Nordrand White Mountains nordöstlich des Mount Washington zwischen Berlin im Norden, Success im Nord- und Shelburne im Osten, den unbesiedelten Gebieten Bean Purchase, Martin Location und Thompson & Meserve Purchase im Süden sowie Randolph im Westen. Ortsteile heißen Mount Washington, Upper Falls, Cascade und Lead Mines. Durch Gorham fließt der Androscoggin River, der von Norden kommt und nach Osten abbiegt. In diesen münden der Moose und der Peabody River.

## Geschichte
Kurz nach dem Beginn der Besiedlung von Shelburne baten dessen Eigentümer Gouverneur John Wentworth, ihr Siedlungsgebiet zu erweitern, da es sich als weitgehend unbrauchbar erwiesen hatte. Wentworth gab dem Ansinnen nach und erweiterte 1770 Shelburne um ein Gebiet im Westen, das als Shelburne Addition bekannt war. Auch dieses Gebiet war als Siedlungsraum nicht sonderlich erfolgreich. 1800 lebten dort acht bis zehn Familien mit etwa 45 Köpfen, und erst 1802 wurden Vermessungen durchgeführt. Bis dahin hatte das Gebiet zunächst einem Mann aus Portsmouth und dann dessen Sohn mit einem weiteren Teilhaber gehört.
Shelburne Addition, oder Addition, wie es kurz genannt wurde, war ungeachtet der abgelegenen Lage und der kaum vorhandenen Infrastruktur eine Wegekreuzung. Die Strecke von Gilead (in Maine) und Shelburne nach Durand, ein alter Indianerpfad vom Androscoggin zum Connecticut River und weiter nach Vermont wurde 1802 bis nach Lancaster, das damals bereits Sitz der Verwaltung von Coös County war, verlängert. Um 1820 wurde die Verbindung nach Berlin, damals Maynesboro, ausgebaut, und vier Jahre später die Verbindung durch Pinkham Notch nach Jackson. Diese Wege waren keine Straßen im heutigen Sinne, sondern eher Reitwege, die jedoch schon eher als solche erkennbar waren als die ersten Routen, die nur durch markierte Bäume gekennzeichnet wurden (vgl. Whitefield). Zu dieser Zeit gab es noch Ureinwohner im Gebiet von Gorham, jedoch nur wenige. 1815 wird eine Familie mit drei Kindern erwähnt, die in der Nähe des Moose River wohnte.
Die ersten Siedler, die sich dauerhaft niederließen, kamen 1805 bis 1807 aus Massachusetts und Maine. 1823 wurde eine Lehrerin für acht Wochen angestellt. 1829 gab es nur drei Rahmenbauten, alle anderen Häuser waren in der Blockbauweise der ersten Siedler errichtet. Ein Jahr später zählte man 111 Einwohner. Die Entwicklung über eine Ansammlung von Höfen einzelner Siedler hinaus begann 1834, als vor Ort ein Gasthaus und eine Kornmühle gebaut wurden. Zwei Jahre später folgte die erste Sägemühle Damit ein Stand an Entwicklung und Einwohnerzahl erreicht, bei dem die Registrierung als eigenständige Gemeinde beantragt wurde. Diesem Antrag gab Gouverneur Isaac Hill im Juni 1836 nach, und Addition wurde am 18. des Monats unter dem Namen Gorham von Shelburne unabhängig. Die erste Versammlung der neuen Gemeinde fand am 19. Juli des Jahres statt. Zu dieser Zeit gab es eine Mühle, einen Laden und ein Gasthaus, der erste Ansatz der späteren Tourismusindustrie. Dieses Haus, nach seinem Erbauer als Lary House bekannt, war einer der wenigen Rahmenbauten, im Unterschied zu den noch verbreiteten Blockhäusern, und das erste Haus in Gorham, das einen Anstrich erhielt. Es stand an der 1825 ausgebauten Straße nach Lancaster. 1837 wurde die Straße nach Berlin erneut und auf eine Breite von etwa drei Ruten ausgebaut.
Gorham war bereits früh für die umliegende Landschaft bekannt und zog Sommerfrischler an. Nach dem Bau der Eisenbahn nahm diese Entwicklung weiter zu, und Gorham Village entwickelte sich als Hauptort der Gemeinde. Besucher konnten in Portland oder Boston frühstücken und hatten am Mittag oder Abend den Blick auf die Presidential Range vor sich. Nahe dem Bahnhof entstand das White Mountain Station House, das spätere Alpine House. Dieses Hotel gehörte der Grand Trunk Railway, die nach der Fertigstellung die von der Atlantic and St. Lawrence Railroad erbaute Bahnstrecke von Portland über Island Pond nach Montréal übernommen hatte. Das Hotel diente nicht nur dem Geschäft mit Sommergästen, sondern auch der Bereitstellung von Mahlzeiten für Fahrgäste zu bauen. Am Peabody River entstand oberhalb von Gorham und nordöstlich des Mount Washington das Glen House, und in Gorham selbst standen das Gorham House und später das als Wohn- und Geschäftshaus erbaute Eagle House, das ab 1870 als Hotel diente.
Ein weiterer Schritt in der Entwicklung Gorhams war die Einrichtung eines Betriebswerkes der Grand Trunk. Ein solches wurde entlang der Strecke benötigt, und die Wahl fiel auf Gorham, das in etwa auf halber Strecke lag. Ein Jahr vor der Aufnahme des Bahnbetriebes in Gorham zählte dieses 224 Einwohner. 1860 lag diese Zahl zwischen 900 und 1000 Einwohnern, und im Jahre 1870 waren es 1161.
Im Jahr 1879 kam es zu einer größeren Brandkatastrophe, bei der neben dem Bahnbetriebswerk auch etwa ein Drittel von Gorham Village, dem Hauptort, wo Bahnhof, Hauptgeschäftsgebiet und Hotels lagen, abbrannte. Nach dem Feuer wurde das Betriebswerk nicht nur wieder aufgebaut, sondern erweitert, und das Gleiche galt für den Rest des Ortes.
Zu dieser Zeit begann in Berlin die Entwicklung der Holzschliff- und Sägeindustrie, und 1881 wurde die Mascot Mining Company gegründet, um ein am Mount Hayes an der Grenze zu Shelburne entdecktes Vorkommen von Galenit auszubeuten. Das Vorkommen war jedoch Ende des Jahrzehnts erschöpft.
Ebenfalls um 1880 wurde die öffentliche Bibliothek mit einem Bestand von 100 Bänden eröffnet.
Um 1890 wurde eine Kerosin-befeuerte Straßenbeleuchtung eingerichtet, die um 1910 herum durch elektrische Lampen ersetzt wurde. Ab 1901 entstand in Berlin eine Straßenbahn, die bis nach Gorham reichte. Arbeiter aus Gorham fuhren damit in die Mühlen nach Berlin, das sich zu einem Zentrum der Papierindustrie entwickelte und einen entsprechenden Bedarf an Arbeitskräften hatte.
Die Arbeitslosigkeit nach der Depression wurde durch das Civilian Conservation Corps gemildert, das zwei Lager in Gorham betrieb, und
durch die Work Project Administration, die Straßenbauprojekte durchführte. Der Eisenbahnverkehr wurde zunehmend durch die Vermehrung des Autoverkehrs abgelöst, und 1938 stellte die Straßenbahn nach Berlin den Betrieb ein. Zugleich veränderte sich der Tourismus, und die alten Grandhotels wurden von Hütten und Motels abgelöst.
Nach dem Zweiten Weltkrieg erholte sich die Wirtschaft von Gorham wieder. 1950 hatte es 2639 Einwohner, 1960 deren 3039. Diese Anzahl nahm bis 2010 auf 2848 ab und sank danach weiter. Die Cascade Mill an der Grenze zu Berlin, einst die größte Papierfabrik der Welt, schloss im Jahr 2010, wurde verkauft und firmierte danach als Gorham Papers & Tissue, LLC.

### Schulen
Die erste permanente Schule wurde 1837 gebaut. Zugleich wurde Gorham in zwei Schulbezirke unterteilt, 1854 in drei. 1876 wurde eine Dorfschule in Gorham Village gebaut, und ab 1879 wurde für zwei Jahre eine Oberschule angeboten. Diese Einrichtung wurde 1886 wieder aufgenommen. Zum Ende des Jahrzehnts gab es neben der Ober- vier weitere Schulen mit im Abschlussjahr 1887 insgesamt 252 Schülern. Private Schulen unterrichteten etwa 100 weitere Schüler.

### Bevölkerungsentwicklung
| Volkszählungsergebnisse – Gorham, New Hampshire | Volkszählungsergebnisse – Gorham, New Hampshire | Volkszählungsergebnisse – Gorham, New Hampshire | Volkszählungsergebnisse – Gorham, New Hampshire | Volkszählungsergebnisse – Gorham, New Hampshire | Volkszählungsergebnisse – Gorham, New Hampshire | Volkszählungsergebnisse – Gorham, New Hampshire | Volkszählungsergebnisse – Gorham, New Hampshire | Volkszählungsergebnisse – Gorham, New Hampshire | Volkszählungsergebnisse – Gorham, New Hampshire | Volkszählungsergebnisse – Gorham, New Hampshire |
| Jahr                                            | 1830                                            | 1840                                            | 1850                                            | 1860                                            | 1870                                            | 1880                                            | 1890                                            | 1900                                            | 1910                                            | 1920                                            |
| ----------------------------------------------- | ----------------------------------------------- | ----------------------------------------------- | ----------------------------------------------- | ----------------------------------------------- | ----------------------------------------------- | ----------------------------------------------- | ----------------------------------------------- | ----------------------------------------------- | ----------------------------------------------- | ----------------------------------------------- |
| Einwohner                                       | 111                                             | 156                                             | 224                                             | 907                                             | 1167                                            | 1383                                            | 1710                                            | 1797                                            | 2155                                            | 2734                                            |
| Jahr                                            | 1930                                            | 1940                                            | 1950                                            | 1960                                            | 1970                                            | 1980                                            | 1990                                            | 2000                                            | 2010                                            | 2020                                            |
| Einwohner                                       | 2763                                            | 2597                                            | 2639                                            | 3039                                            | 2998                                            | 3322                                            | 3204                                            | 2902                                            | 2848                                            | 2698                                            |

### Eisenbahn
Die Bahnstrecke von Portland nach Montreal wurde von verschiedenen Gesellschaften von beiden Enden her gebaut. 1850 erreichte die Strecke Gorham, und im Folgejahr begann der fahrplanmäßige Betrieb. Zunächst nur nach Portland, wurde 1852 die Strecke nach Northumberland eröffnet und 1853 Island Pond in Vermont erreicht, wo die Strecke aus Kanada anschloss. Gleich bei Fertigstellung der Strecke bis Gorham waren ein hölzerner Lokomotivschuppen und eine Drehscheibe gebaut worden. Zwei Jahre später entstand die erste Werkstatt für kleinere Reparaturen. Größere Arbeiten wurden in Portland ausgeführt. 1855 brannten Schuppen und Werkstatt ab und wurde größer und aus Ziegeln wieder aufgebaut. Der Lokschuppen konnte 12 Maschinen aufnehmen. Die Anlage wurde erweitert, bis auf eine Kapazität von 50 Lokomotiven zu Reparatur und Wartung, die Werkstätten entsprechend vergrößert und um eine eigene Schmiede und Zimmerei ergänzt. Nach dem Feuer von 1879 wurde die Anlage erneut erweitert. Es gab unter anderem eine Ausrüstungswerkstatt, Bronzegießerei, Boilerwerkstatt und Zinnwerkstatt. 1888 hatte der Betrieb 150 Arbeiter.
1893 wurde die Bahnstrecke von Whitefield nach Jefferson bis nach Berlin verlängert. Damit hatte Gorham, mit eigenem Bahnhof an dieser Strecke, über Waumbek Junction direkten Anschluss an die Eisenbahn in den Süden New Hampshires. Der Personenverkehr auf dieser Strecke wurde 1961 eingestellt, ein Jahr nachdem die Grand Trunk ihren Personenverkehr ebenfalls beendet hatte.

### Religion
Erst nach der Eisenbahn kam die erste Kirche. 1859 wurde ein öffentliches Bethaus errichtet, das zunächst von verschiedenen Konfessionen gemeinsam genutzt und 1862 durch eine Kirche ersetzt wurde. Diese wiederum erwarb die Congregationalisten-Gemeinde. In der Folge bauten die Methodisten eine eigene Kirche, die im gleichen Jahr fertig wurde. Daneben gab es eine Gemeinde der Universalisten, die ihre Versammlungen im Gorham House abhielt. Die katholische Gemeinde gehörte bis 1876 zu Lancaster, wurde danach unabhängig und hatte seit 1870 ihre eigene Kirche.

## Infrastruktur und Gemeindeeinrichtungen
Gorham hat gemeindeeigene Polizei, Feuerwehr und medizinische Notversorgung durch Festangestellte in Vollzeit. Wasserver- und -entsorgung erfolgen durch den gemeindeeigenen Wasserbetrieb, der ein Klärwerk betreibt. Gorham hat eine Bibliothek, die Gorham Public Library, die Grund-, Mittel- und Oberschule der Gorham Shelburne Jefferson Schulkooperative liegen ebenfalls hier.

### Verkehr
In Gorham kreuzt die New Hampshire State Route NH-26 die US 2. Die Bahnstrecke von Whitefield nach Berlin ist stillgelegt, die Strecke von Island Pond nach Portland wird von der St. Lawrence and Atlantic Railroad benutzt. Der Gorham Airport hat eine Graspiste, der nächstgelegene Flughafen mit Linienverkehr ist in Portland.